# Giuseppe Lombrassa
Giuseppe Lombrassa (Pesaro, 20 giugno 1906 – Roma, 26 settembre 1966) è stato un politico, giornalista e prefetto italiano.

## Biografia
Giuseppe Lombrassa aderì alle squadre fasciste fin dall'adolescenza, seguì a sedici anni la Marcia su Roma. Laureatosi in legge, collaborò con varie riviste fasciste, combatté in Africa e nella Guerra civile spagnola come falangista. Nel 1939 fu nominato nella Camera dei Fasci e delle Corporazioni, e nel 1941 fu ferito sul fronte greco durante la Seconda guerra mondiale. Nel 1942 fu nominato sottosegretario nel governo.
Nella primavera del 1943 Mussolini, ricevendo informative destabilizzanti da numerose province, decise di dar luogo a vasti cambiamenti di sede dei prefetti. Fu così che il 15 giugno 1943 Lombrassa fu nominato prefetto della Provincia di Lubiana al posto di Emilio Grazioli che assunse la guida della prefettura di Catania. L'incarico si rivelò di breve durata dato che, instauratosi di lì a poco il nuovo Governo Badoglio, Lombrassa diede le dimissioni. Nel Dopoguerra si ritirò a vita privata.